# Marcus Egnatius Rufus
Marcus Egnatius Rufus was een Romeins politicus uit het laatste kwart van de 1e eeuw v.Chr.

## Biografie
Hij was aedilis rond 21 v.Chr. en won in die hoedanigheid de volksgunst door een particuliere brandweer te organiseren en door zijn grote persoonlijke moed en doortastendheid bij de brandbestrijding in Rome. Nadat hij voor 20 v.Chr. tot praetor was verkozen,  stelde hij zich ook kandidaat voor het consulaat tijdens of voor het jaar 19 v.Chr., hetgeen strijdig was met de wet wegens het ontbreken van de vereiste tussenruimte van twee jaar. Toen de regerende consul Gaius Sentius Saturninus deze kandidatuur afwees kwam het tot bloedige rellen. De zaak zou worden voorgelegd aan het oordeel van Augustus, maar Egnatius smeedde een samenzwering om deze bij zijn terugkeer uit het Oosten te vermoorden. De samenzwering werd echter ontdekt en Egnatius geëxecuteerd.